# Powiat de Kartuzy
Le Powiat de Kartuzy (polonais : powiat kartuski, cachoube : Kartësczi Pòwiôt) est un powiat (district) situé en Cachoubie, dans la voïvodie de Poméranie, en Pologne.

## Division administrative

Carte du powiat

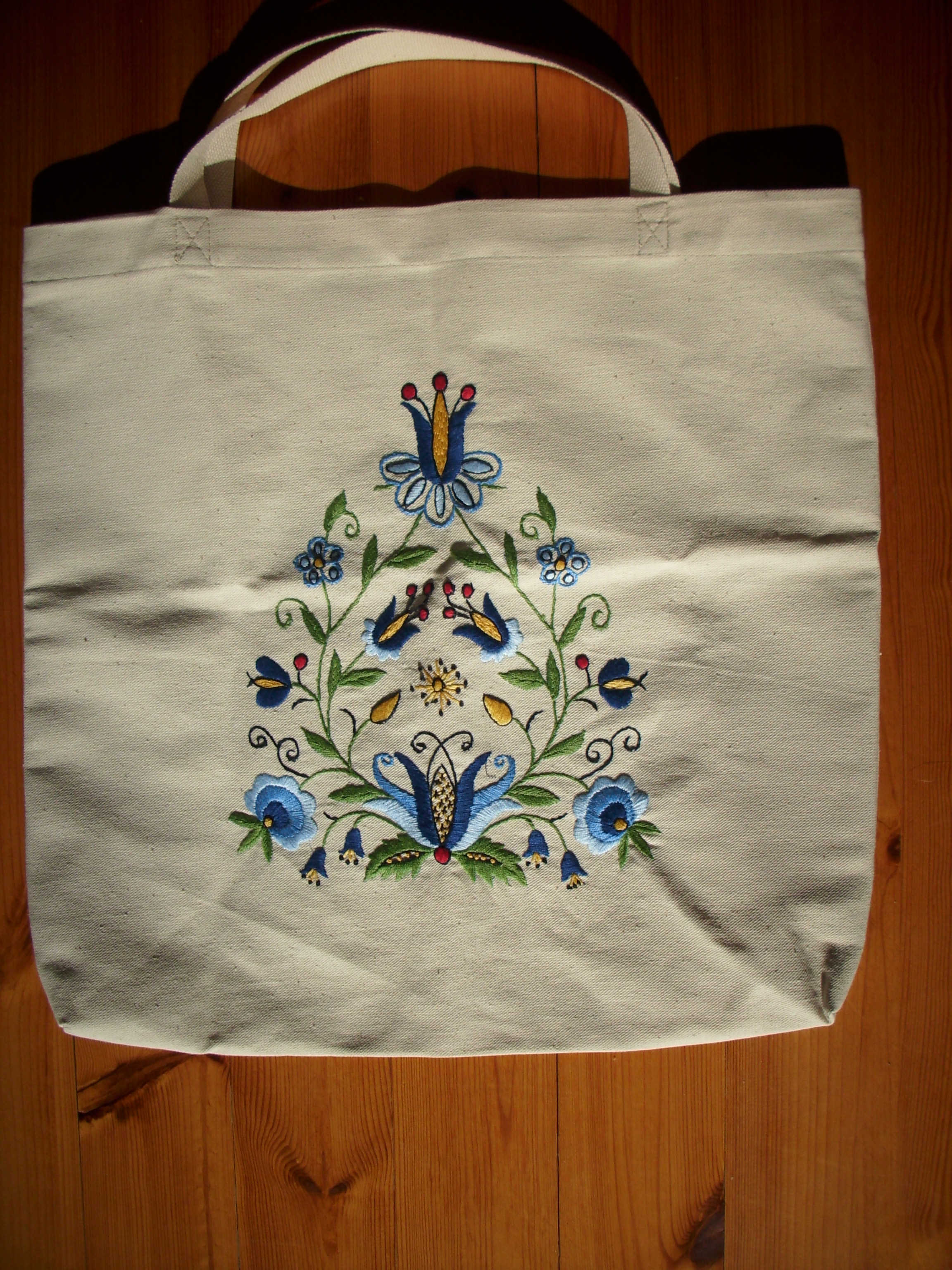
La broderie de Żukowo

Le powiat comprend 8 communes :
| Gmina       | Type         | Superficie (km²) | Population (2006) | Chef-lieu   |
| Kartuzy     | urbain-rural | 205,3            | 31 100            | Kartuzy     |
| Żukowo      | urbain-rural | 164,0            | 25 405            | Żukowo      |
| Sierakowice | rural        | 182,4            | 16 570            | Sierakowice |
| Somonino    | rural        | 112,3            | 9 214             | Somonino    |
| Stężyca     | rural        | 160,3            | 8 695             | Stężyca     |
| Przodkowo   | rural        | 85,4             | 6 950             | Przodkowo   |
| Chmielno    | rural        | 79,2             | 6 491             | Chmielno    |
| Sulęczyno   | rural        | 131,3            | 4 886             | Sulęczyno   |